# Museu Nacional das Mulheres nas Artes
O Museu Nacional das Mulheres nas Artes (em inglês: National Museum of Women in the Arts) é uma instituição cultural localizada em Washington, D.C., nos Estados Unidos, fundada em 18 de fevereiro de 1987 por Wallace e Wilhelmina Holladay. Referido como "o maior e único museu do mundo dedicado a celebrar realizações femininas nas artes", abriga cerca de 4.500 peças entre pinturas, esculturas e trabalhos audivisuais. Entre as coleções de destaque encontram-se obras de artistas como Mary Cassatt, Frida Kahlo, Élisabeth-Louise Vigée-Le Brun e Camille Claudel. Sua construção, em estilo de arquitetura neoclássica, está classificada no Registro Nacional de Lugares Históricos.